# Hollister Co.
Hollister Co. è un marchio di moda appartenente ad Abercrombie & Fitch, inizialmente indirizzato alla fascia di età tra i 14 e 18 anni. I capi del marchio si ispirano all'ambiente della California del sud ed in particolare alla figura dei surfisti.
Il primo negozio Hollister è stato aperto nel luglio 2000, a Columbus in Ohio. Nonostante questo, molti capi di abbigliamento venduti recano la scritta since 1922 (dal 1922), basandosi su una storia inventata secondo cui il marchio sarebbe nato 78 anni prima della nascita della catena. I negozi Hollister si caratterizzano per la particolare facciata, costruita del tutto simile a quella delle capanne californiane.
Il 25 ottobre 2008 è stato aperto a Londra il primo negozio al di fuori degli Stati Uniti e del Canada.

## Caratteristiche

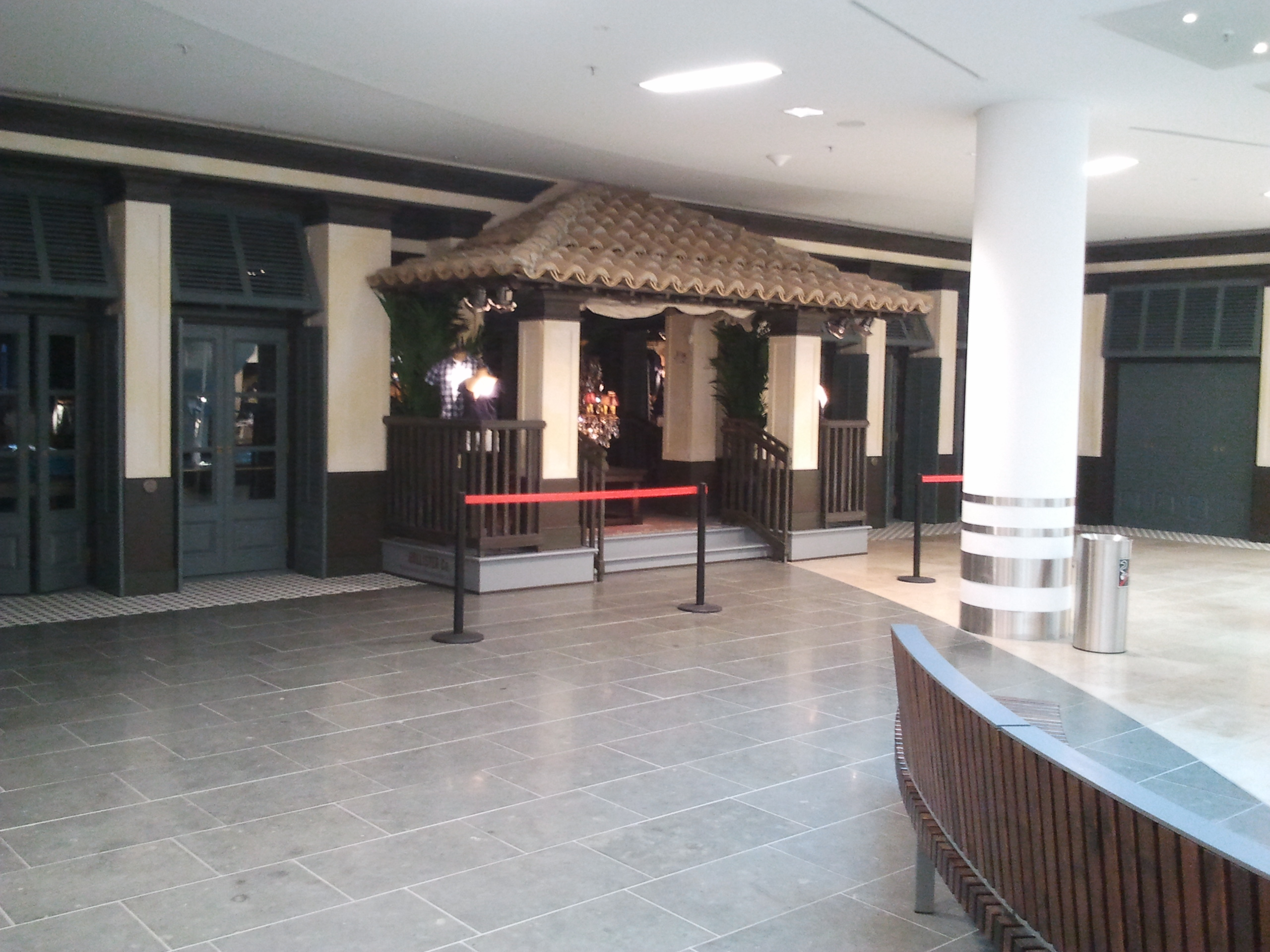
Un negozio a Neuss, Germania

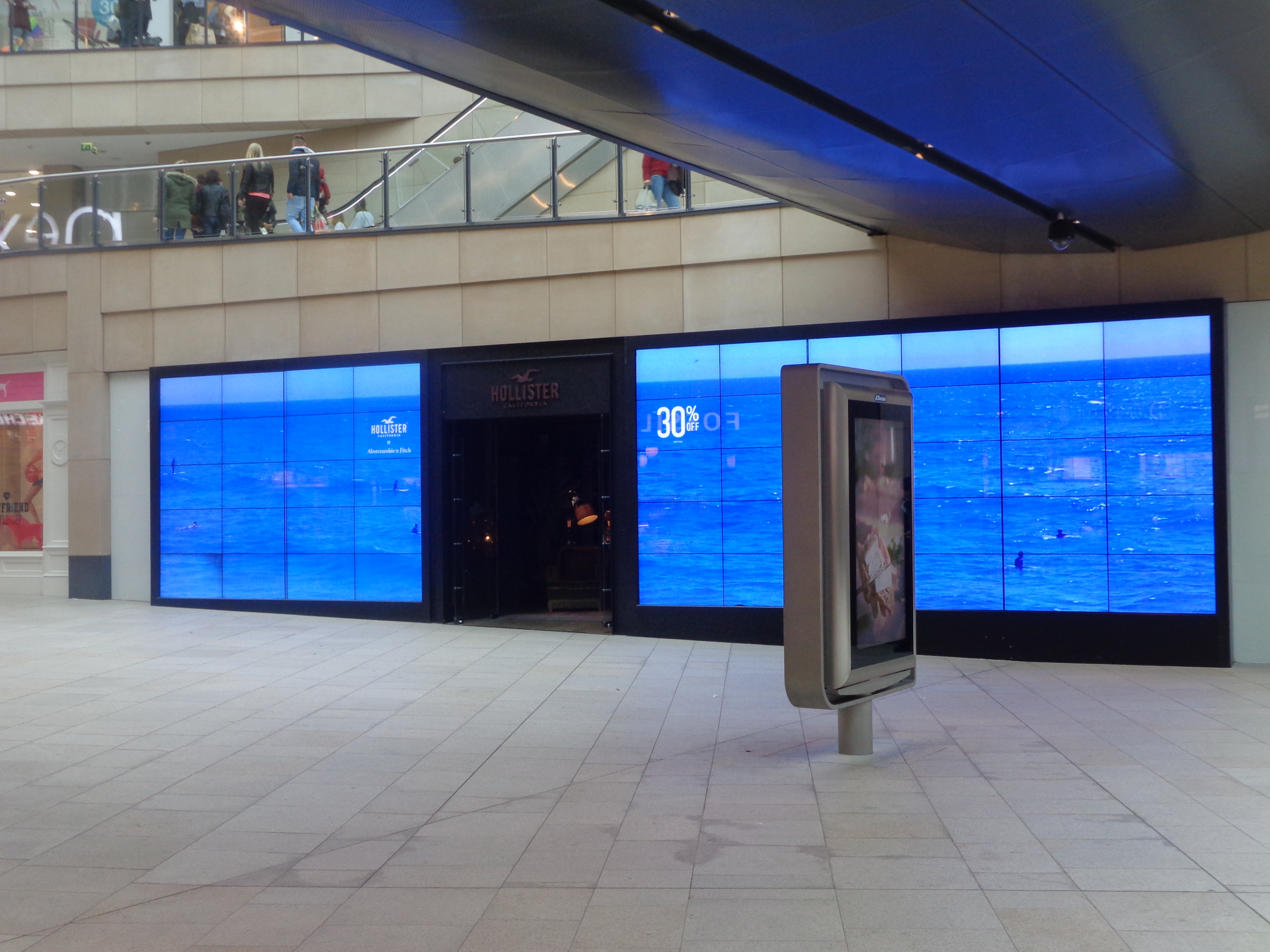
Negozio Hollister dopo il Restyling

Tutti i negozi Hollister hanno la stessa classica facciata, che ricorda le case tipiche del sud California.
All'interno vi sono delle lampade puntate solo sui capi, varie decorazioni e nell'aria viene spruzzato del profumo. Un'altra caratteristica è la musica a volume abbastanza alto, che proviene da una playlist scelta dai brani usciti in America.
I commessi e le commesse, selezionati in base all'aspetto fisico che deve ricalcare lo stereotipo del giovane californiano bello e atletico, vestono unicamente capi "da spiaggia", in riferimento al tema "marittimo" a cui si ispira il marchio.
Dal 2015 tutti i punti vendita verranno sottoposti a un restyling della facciata che verrà sostituita da schermi con l'immagine delle onde del mare della California e si entrerà da una porta che non avrà i gradini per agevolare l'entrata e l'uscita delle persone disabili.